# Dimidiochromis strigatus
Dimidiochromis strigatus, the Sunset Haplo (short for "haplochromine"), là một loài cá thuộc họ Cichlidae. It was formerly placed in the chi Haplochromis và được gọi là Haplochromis 'sunset' in the aquarium fish trade.
Nó là loài đặc hữu của Malawi. Môi trường sống tự nhiên của chúng là hồ nước ngọt.